# Provincia di Assam
La provincia di Assam (in inglese: Assam Province) nota anche come Frontiera nord-orientale dal 1874 al 1905 era una provincia dell'India britannica.
Il territorio di Assam venne dapprima separato dal Bengala nel 1874 col nome di Frontiera nord-orientale, divenendo quindi una provincia non regolamentata. Quest'ultima venne incorporata nella nuova provincia del Bengala orientale ed Assam nel 1905 e poi ristabilito come provincia nel 1912.

## Storia
Nel 1824 Assam venne occupata dalle forze inglesi a seguito della prima guerra anglo-birmana ed il 24 febbraio 1826 venne ceduta al Regno Unito dalla Birmania. 
Tra il 1826 ed il 1832 Assam fece parte del Bengala sotto il controllo della presidenza del Bengala. 
Dal 1832 all'ottobre del 1838 lo stato principesco di Assam venne restaurato nell'Alto Assam mentre gli inglesi continuarono a governare il Basso Assam. A Purandar Singha venne permesso di regnare come sovrano nell'Alto Assam dal 1833, ma dopo un breve periodo di autogoverno, Assam venne unita definitivamente al Bengala dagli inglesi. Il 6 febbraio 1874 Assam, assieme a Sylhet, venne separata dal Bengala per formare la provincia della Frontiera nord-orientale. Shillong venne scelta quale capitale della nuova provincia non regolamentata dal settembre di quello stesso anno. Le Lushai Hills vennero trasferite ad Assam nel 1897.
La nuova provincia creatasi includeva cinque distretti propri dell'Assam (Kamrup, Nagaon, Darrang, Sibsagar e Lakhimpur), Khasi-Jaintia Hills, Garo Hills, Naga Hills, Goalpara e Sylhet-Cachar. Cooch Behar, storicamente parte dell'Assam, venne esclusa.
Dal 16 ottobre 1905 Assam divenne parte della provincia del Bengala orientale ed Assam. La provincia venne annullata nel 1911 a seguito di una campagna di protesta di massa ed il 1 aprile 1912 le due parti del Bengala vennero riunite e ne venne ricavata una nuova partizione su base linguistica, tra Oriya e Assamese, separate tra loro da due unità amministrative divise: Provincia di Bihar e Orissa ad ovest, e provincia di Assam ad est.
Le riforme Montagu-Chelmsford nell'India britannica portarono al Government of India Act 1919 che espanse il consiglio legislativo dell'Assam ed introdusse il principio della diarchia secondo il quale alcune responsabilità come l'agricoltura, la salute pubblica, l'educazione ed il governo locale, erano affidati a ministri eletti. In questo periodo si distinsero alcuni ministri indiani come Sir Syed Muhammad Saadulla (educazione ed agricoltura 1924-1934) e Rai Bahadur Promode Chandra Dutta (autogoverno locale).
Il Government of India Act 1935 concesse l'autonomia provinciale ed allargò ulteriormente la legislatura provinciale eletta a 108 membri. Alle elezioni del 1937, il partito dell'Indian National Congress fu il più votato ottenendo 38 seggi, ma rifiutò di formare un governo locale. Per questo motivo, il partito del Muslim League di Sir Syed Muhammad Saadulla venne invitato a costituire un nuovo governo. Il governo di Saadulla diede le dimissioni nel settembre del 1938, dopo che il congresso ebbe cambiato la propria decisione ed il governatore, Sir Robert Neil Reid, decise di chiedere a Gopinath Bordoloi di formare un nuovo governo. Il gabinetto di Bordoloi includeva il futuro presidente indiano Fakhruddin Ali Ahmed. Nel 1939, tutti i ministeri delle province dell'India britannica diedero le dimissioni ed a Sir Syed Muhammad Saadulla venne nuovamente chiesto di andare a formare un governo.
Saadulla rimase primo ministro di Assam sino al 1946, ad eccezione di un breve periodo tra il 24 dicembre 1941 al 24 agosto 1942. Nel corso dell'invasione giapponese dell'India nel 1944, alcune aree della provincia di Assam, tra cui il distretto di Naga Hills e parte del Manipur vennero occupati dalle forze giapponesi dalla metà di marzo sino a luglio.
Alle elezioni del 1946, il partito del Congress ottenne la maggioranza ad Assam, e Bordoloi divenne nuovamente primo ministro. Prima dell'indipendenza indiana, il 1 aprile 1946, la provincia di Assam ottenne nuovamente autonomia e dal 15 agosto 1947 divenne parte dell'Unione Indiana. Bordoloi continuò come primo ministro sino alla piena indipendenza dello stato nel 1947.

### Commissari capi
- 1912 - 1918 Archdale Earle                     (n. 1861 - m. 1934)
- 1918 -  3 gennaio 1921         Sir Nicholas Dodd Beatson Bell     (n. 1867 - m. 1936)

### Governatori
- 3 gennaio 1921 -  2 aprile 1921 Sir Nicholas Dodd Beatson Bell     (s.a.)
- 3 aprile 1921 - 10 ottobre 1922 Sir William Sinclair Marris        (n. 1873 - m. 1945)
- 10 ottobre 1922 - 28 giugno 1927 Sir John Henry Kerr                (n. 1871 - m. 1934)
- 28 giugno 1927 - 11 maggio 1932 Sir Egbert Laurie Lucas Hammond    (n. 1873 - m. 1939)
- 11 maggio 1932 -  4 marzo 1937 Sir Michael Keane                  (n. 1874 - m. 1937)
- 4 marzo 1937 -  4 maggio 1942 Robert Neil Reid                   (n. 1883 - m. 1964)
- 4 maggio 1942 -  4 maggio 1947 Sir Andrew Gourlay Clow            (n. 1890 - m. 1957)
- 15 marzo 1944 - luglio 1944 Mutaguchi Renya                    (n. 1888 - m. 1966)  Mil (comandante militare giapponese)
- 16 marzo 1944 - luglio 1944 A.C. Chatterjee IIL  (per il governo provvisorio indiano)
- 4 maggio 1947 - 15 agosto 1947 Sir Saleh Hydari                   (n. 1894 - m. 1948)

### Primi ministri
- 1 aprile 1937 - 19 settembre 1938 Maulavi Saiyid Sir Muhammad Saadulla       (n. 1885 - m. 1955)  ML  (1ª volta)
- 19 settembre 1938 - 17 novembre 1939 Gopinath Bordoloi (1ª volta)       (n. 1890 - m. 1950)  INC
- 17 novembre 1939 - 24 dicembre 1941 Maulavi Saiyid Sir Muhammad Saadulla      (s.a.)         ML (2ª volta)
- 24 dicembre 1941 - 24 agosto 1942 Governor's Rule
- 25 agosto 1942 - 11 febbraio 1946 Maulavi Saiyid Sir Muhammad Saadulla       (s.a.)      ML  (3ª volta)
- 11 febbraio 1946 - 15 agosto 1947 Gopinath Bordoloi (2ª volta)       (s.a.)               INC

### Vice commissari del distretto di Naga Hills
- 1912 - 1913 J.K. Webster
- 1913 - 1917 H.C. Berners
- 1917 - 1935 John Henry Hutton                  (n. 1885 - m. 1968)
- 1935 - 1937 James Philip Mills                 (n. 1890 - m. 1960)
- 1937 - 1947 Charles Ridley Pawsey              (n. 1894 - m. 1972)